# 하야카와 사요
하야카와 사요(일본어: 早川 沙世, 1983년 5월 23일 ~ )는 일본의 패션 모델이며, 여성 아이돌 그룹 SDN48의 전 멤버이다.

## 약력
2009년
- 1월 상순, 이와테현에서의 이벤트로 향하는 신칸센의 차안에서 동잡지로 독자 모델이었던 카미노미야 리사에 현금 3040만엔 들어온 지갑을 도둑 맞았다고 발언했다(지문도 사실 확인도 잡히지 않았다).

2010년
- hair make Cintia의 프로모션 모델로서 참가.
- 4월, 국제 자원봉사 단체 『H=and Project』에 특별 서포터로서 참가. 동년 5월, 시즈오카현에서 「돌고래 만남 투어」 참가 등 당단체를 통해서 현재도 아직 적극적으로 자원봉사 활동을 실시하고 있다.
- 5월, 「2010 캠퍼스 콜렉션 2010 SPRING」에 스페셜 게스트로서 출연.

2011년
- 고 스미레의 친어머니와의 공동 제작에 의한 팬던트를 발매해, 그 수익을 도호쿠 지방 태평양 해역 지진(동일본 대지진)의 재해지에 기부하는 등의 활동을 실시하고 있다.
- AKB48 관련 그룹이 5월 24일부터 간 리바이벌 공연 『「놓친 자네들에게」 ~AKB48 그룹 전 공연~』의 4일째가 되는 27일에 SDN48가 라이브를 실시했을 때에 3기생으로서 가입하는 것이 발표되었다.
- 6월, office48에의 소속 사무소 이적이 밝혀졌다.
- 7월호를 가지고 「소악마 ageha」를 졸업. 같은 잡지의 자매잡지 「언니 ageha」의 전속 모델이 되었다.
- 7월 28일, SDN48 공식 블로그에서 SDN48를 사퇴하는 것이 발표되었다[1].

### 소속 사무소 편력
OKAZAKI MODELS→office48→프리

## 인물
- 소악마 ageha의 독자 모델이며 인기를 얻고 있다. 또, 2009년 6월에 서거 한 스미레와 함께 「DIVAS」의 디자인 등도 다루고 있었다.
- 특기는 스포츠와 하카타 벤으로 취미는 여행, 테니스, 육상, 이케이케토크.
- 장점은 밝은 곳에서, 단점은 성격이 급한 곳이라고 말하고 있다.
- 선배 후배의 관계면서도 사이가 좋았던 동기의 스미레의 죽음을 깊게 슬퍼하고 있었다.
- 2004년부터 상경해, 레이스 퀸으로서 활약했다.

## 출연

### 잡지
- 언니 ageha
- 소악마 ageha
- men's egg
- Men's SPIDER
- EDGE STYLE

### 텔레비전
- 있을 수 있어 거치지 않는∞세계 (TV 도쿄, 2010년 6월 29일)
- 웃어도 좋다고! (후지 TV)
- 쿠와타 케이스케의 온가쿠토라상 ~MUSIC TIGER~ (후지 TV)
- 쾌도!! 시노비나 (TV 아사히)
- 히미쯔의 아라시쨩! (TBS)
- 더! 세계앙천뉴스 (니혼 TV)

### DVD
- 「키라모리」 (2009년 6월 23일, DVD 출연)

### 패션쇼
- 시부야 걸즈 콜렉션 (2009년 3월)
- Sixh.×Men's SPIDER FASHION LIVE (2010년 5월 3일)

### 쟈켓 사진
- 소악마 헤븐 (Gackt, 2009년 6월 10일)

### 서적
- Gal's Colection

### 참가 악곡
- SDN48 「アバズレ」 (2011년 8월 17일) - 언더걸즈 B 명의